# Schotse Brigade
De Schotse Brigade was in de 17e- en 18e eeuw een Brits legeronderdeel in dienst van de Verenigde Provinciën. Het bestond uit drie Schotse regimenten die van Groot-Brittannië werden gehuurd. Pas in 1783 werden ze genationaliseerd. Een van de bekendste soldaten uit de Schotse Brigade was John Gabriël Stedman.

## Huurleger tegen de Spanjaarden en de Fransen
Al dadelijk bij het uitbreken van de Opstand werden huurtroepen geworven in Schotland. Naar schatting vochten duizend soldaten in tien regimenten mee tegen de Spanjaarden.Vanaf 1577 vormden zij een organisatorisch verband. Door toedoen van Jan van Asseliers waren veel troepen gelegerd in 's-Hertogenbosch.
Met de Stuarts werd in 1678 een traktaat gesloten over de Schotse brigade. De Staten-Generaal kregen vrije werving in Schotland en tegen betaling Schotse officieren in Britse dienst gedetacheerd. De koning van Engeland kon in geval van een Europese of een binnenlandse oorlog de brigade tijdelijk opeisen.
Nadat de Spaanse Successieoorlog in 1713 was beëindigd met de Vrede van Utrecht werden alleen de oudste drie regimenten behouden, welke verenigd waren in de Schotse Brigade. Deze regimenten werden genummerd als Regimenten Schotten 1, 2 en 3. Ze waren echter beter bekend onder de namen van hun regimentscommandant zoals dat in die tijd gebruikelijk was. Hun taak was de verdediging van de barrièresteden tegen Franse agressie.
De Schotse Regimenten bleven Britse regimenten en onderscheidden zich door de rode uniformen van de militairen en de Britse vaandels. Groot-Brittannië zond karsaai, laken, galon en geborduurde grenadiersmutsen om de regimenten te kleden. De officieren droegen de Britse karmozijnrode sjerpen en Britse ringkragen en spontons. Ook hadden zij hun eigen mars, de zogenaamde "Schotse Marsch". Groot-Brittannië stond het de officieren van de Brigade toe om rekruten te werven in Schotland. Het Regiment Schotten nr. 1 had bijvoorbeeld veel rekruten uit de clan MacKay. Het kon ook gebeuren dat, als de Nederlanden en Groot-Brittannië met elkaar op gespannen voet stonden, de lagere rangen grotendeels met Hollanders en Duitsers werden aangevuld, zoals in de tweede helft van de 17e eeuw en het 4e kwart van de 18e eeuw het geval was; de officieren bleven echter voor het grootste deel Schots. Sommige Schotse families bleven enkele generaties verbonden aan een regiment doordat meerdere leden als officier werden aangesteld.
Gedurende de Oostenrijkse Successieoorlog (1740-1748) onderscheidde de Schotse Brigade zich bij het Beleg van Bergen op Zoom in 1747: de 1400 manschappen vochten in verwoede straatgevechten tegen een Franse overmacht. Uiteindelijk nam het Franse leger Bergen op Zoom in, 200 Schotse overlevenden trokken zich terug naar het eveneens belegerde Steenbergen, waar zij stand hielden.

## Niet tegen Amerika
Tweemaal werd de brigade krachtens het traktaat teruggeroepen naar Groot-Brittannië: in 1715 bij de invasie van de Old Pretender en in 1745 bij de inval van diens zoon de Young Pretender. In 1775 eiste koning George III van Groot-Brittannië haar ten derden male op, nu in verband met de Amerikaanse Vrijheidsoorlog.
Vanuit de hoek der patriotten kwam een storm van protest; de patriotten, onder leiding van Joan van der Capellen tot den Pol steunden de Amerikaanse vrijheidsstrijders en vreesden dat de Schotse Brigade ingezet zou worden om de Amerikanen te onderdrukken. In werkelijkheid zou ze naar Gibraltar worden gestuurd om de daar aanwezige Britse troepen te vervangen zodat die in Amerika zouden kunnen worden ingezet.
De Staten van Holland, die het overwicht hadden in de Staten-Generaal, wezen op de restrictie "Europese oorlog" in het traktaat van 1678. Ze herinnerden er ook aan dat de Engelse regering al lange tijd de werving van soldaten voor de brigade had bemoeilijkt.

## Nationalisatie
Per 1 januari 1783 werden de regimenten van de brigade genationaliseerd en kwamen ze direct in dienst van de Nederlandse republiek als de Regimenten Nationalen 22, 23 en 24. De verschillen tussen de Schotse regimenten en de Nationale regimenten verdwenen. Lang na opheffing van brigade dienden nog officieren van Schotse afkomst in de Nederlandse krijgsmacht, zoals bijvoorbeeld luitenant-generaal John Andrew Stedman die aan het hoofd stond van de Ie Nederlandse divisie in de Slag bij Waterloo en het Beleg van Valencijn (1815).
De 55 Schotse officieren die niet in Nederlandse dienst wilden overgaan, keerden terug naar Groot-Brittannië en vormden daar het kader van het 94th Regiment of Foot. Deze officieren eisten dat het regiment de status van garderegiment zou moeten hebben, omdat het afstamde van de Schotse Brigade, en daarmee het oudste Britse legeronderdeel zou zijn; ook werd de Brigade altijd op de rechterflank van de slaglinie opgesteld, de traditionele ereplaats die voor garde-eenheden werd gereserveerd. Deze aanspraak van de officieren werd niet gehonoreerd. Het 94th zou uiteindelijk het 2e bataljon worden van het 88th Regiment of Foot, 'the Connaught Rangers', waarmee aan de tradities van de Schotse Brigade een einde kwam.
De vaandels van de Schotse Brigade zijn in 1783 door de officieren meegenomen naar Groot-Brittannië; tegenwoordig hangen ze in de St Giles' Cathedral in Edinburgh. In Nederland zijn kopieën van deze vaandels bewaard gebleven.
In Slot Loevestein zijn nog muurschilderingen te vinden die door soldaten van de Schotse Brigade gemaakt zijn. Er is daar een kleine tentoonstelling ingericht en gedurende de zomermaanden is een garnizoenshuisje te bezichtigen dat geheel gerestaureerd is en heringericht zoals het was in de 18e eeuw.
Veel families in Nederland stammen af van de Schotse huursoldaten die in Nederland bleven.  Hun namen werden vaak vernederlandst, bijvoorbeeld: MacKay werd verbasterd tot Mackaay of Makaay en Mackenzie tot Kentie; Hamilton werd Van Hamilton, maar bij de invoering van de Burgerlijke Stand verviel het ‘Van’ weer.